# 수국아과
수국아과(水菊亞科, 학명: Hydrangeoideae 히드랑게오이데아이[*])는 수국과의 아과이다.

## 하위 분류
| 고광나무족(Philadelpheae DC. ex Duby) - 고광나무속(Philadelphus L.) - 나도승마속(Kirengeshoma Yatabe) - 말발도리속(Deutzia Thunb.) - Carpenteria Torr. - Fendlerella A.Heller | 수국족(Hydrangeeae DC.) - 수국속(Hydrangea Gronov. ex L.) |